# Riihimäki
Riihimäki is een gemeente en stad in de Finse provincie Zuid-Finland en in de Finse regio Kanta-Häme. De gemeente heeft een landoppervlakte van 121,01 km² en telt 28.349 inwoners (2022).
De oudste spoorlijn van Finland, Helsinki–Hämeenlinna, loopt door Riihimäki. Bij Riihimäki sluit sinds 1870 de lijn naar het Finlandstation in Sint-Petersburg op de lijn naar Helsinki aan.
De stad had in de twintigste eeuw een levendige glasindustrie. Glasproducent Riihimäen Lasi Oy was tot 1990 in de plaats gevestigd. Vanaf 1981 is er in Riihimäki het Fins Glasmuseum.

## Geboren in Riihimäki
- Ragnar Granit (1900-1991), Fins-Zweeds wetenschapper en Nobelprijswinnaar (1967)
- Renny Harlin (1959), regisseur
- Aimo Okkolin (1917-1982), Fins glaskunstenaar

## Galerij

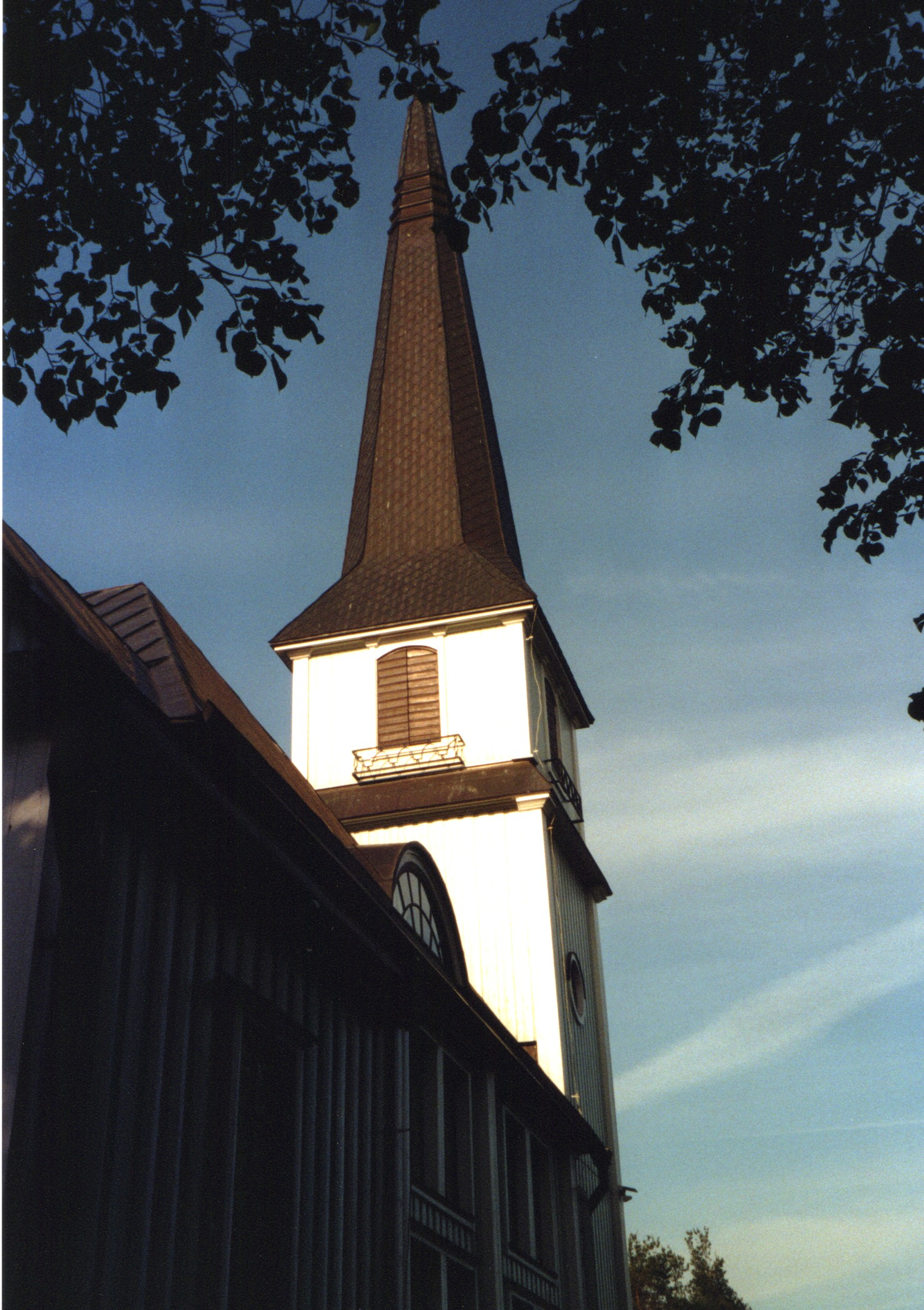
Centrale kerk
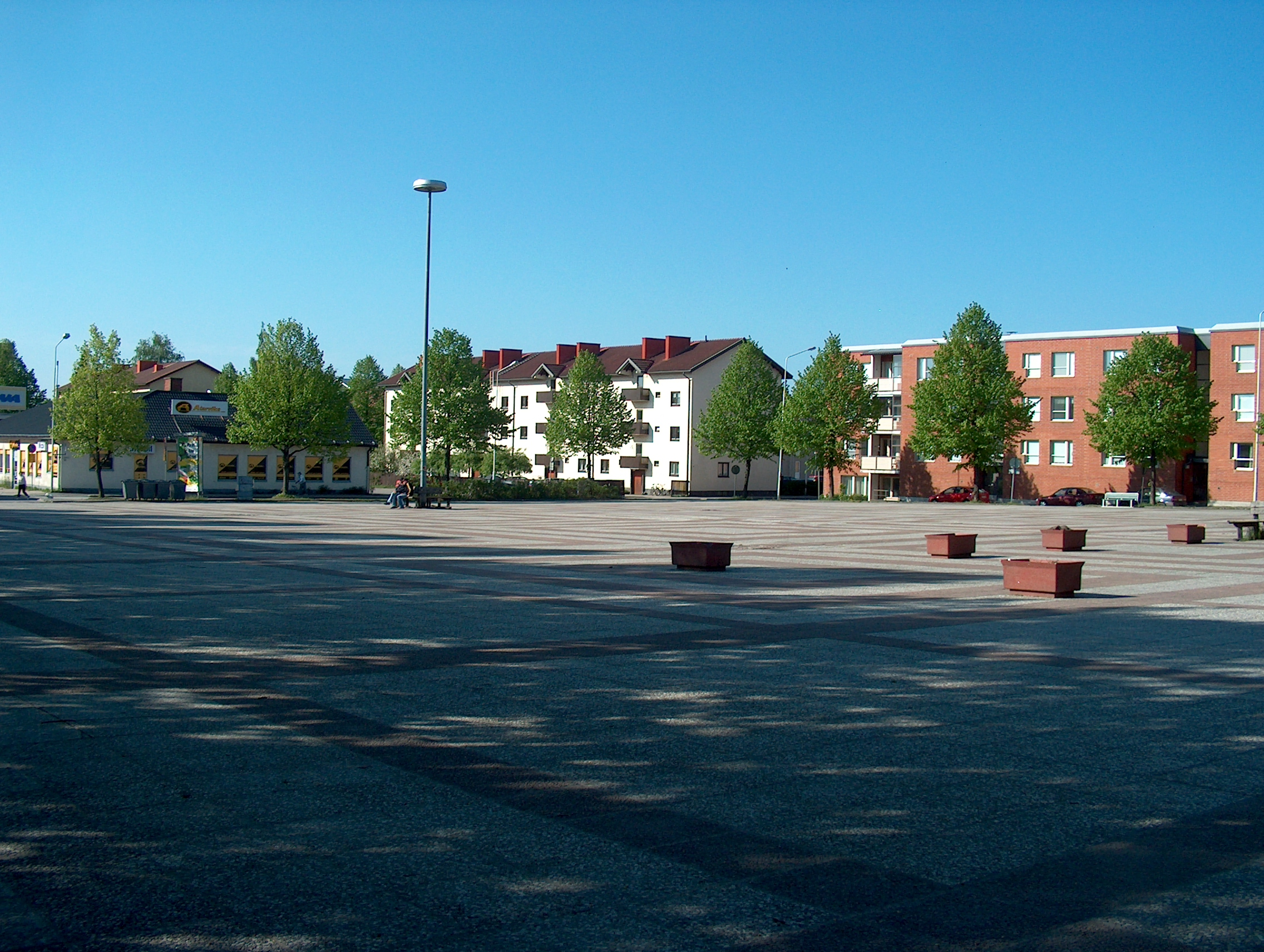
Marktplein
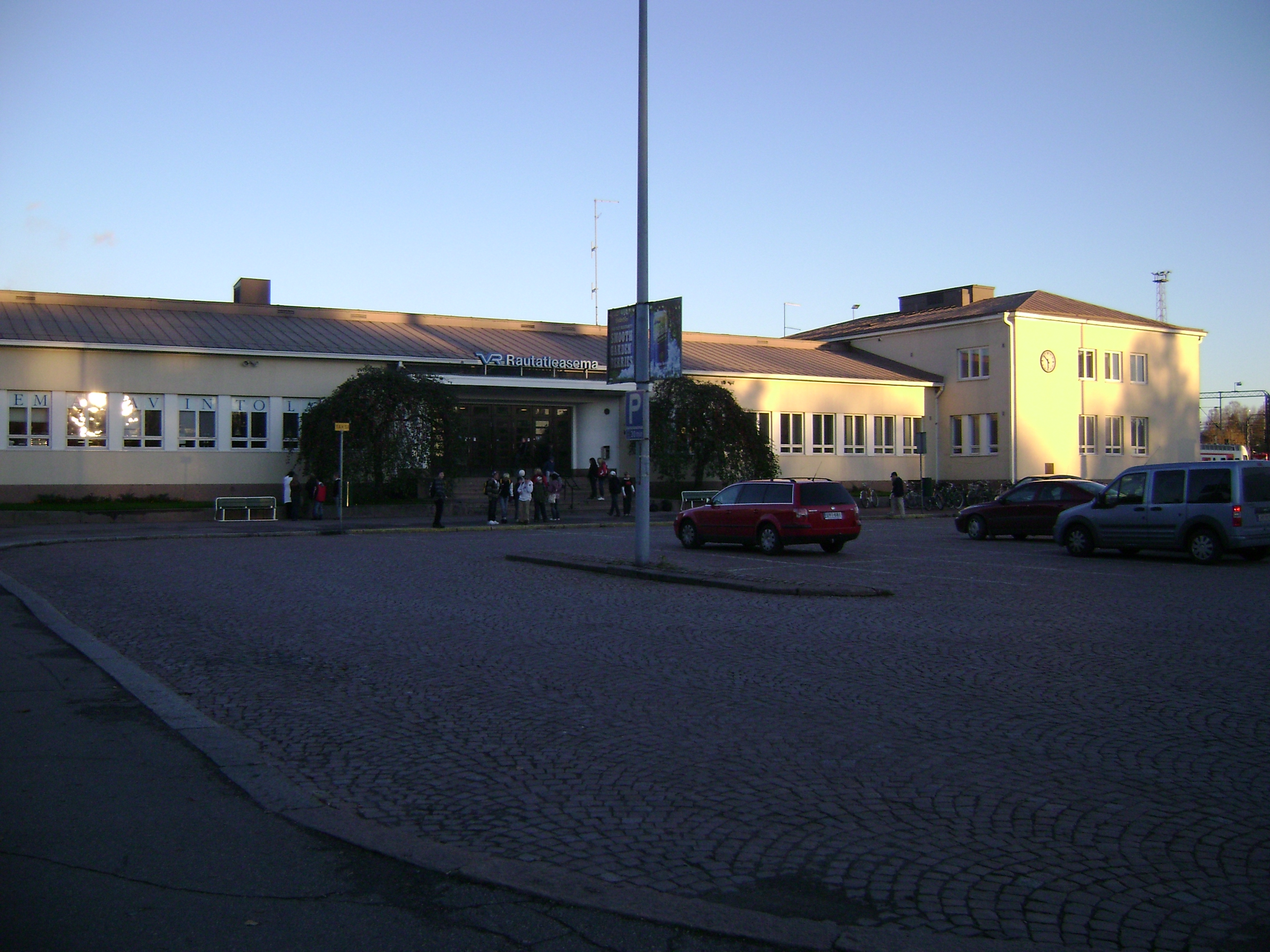
Treinstation
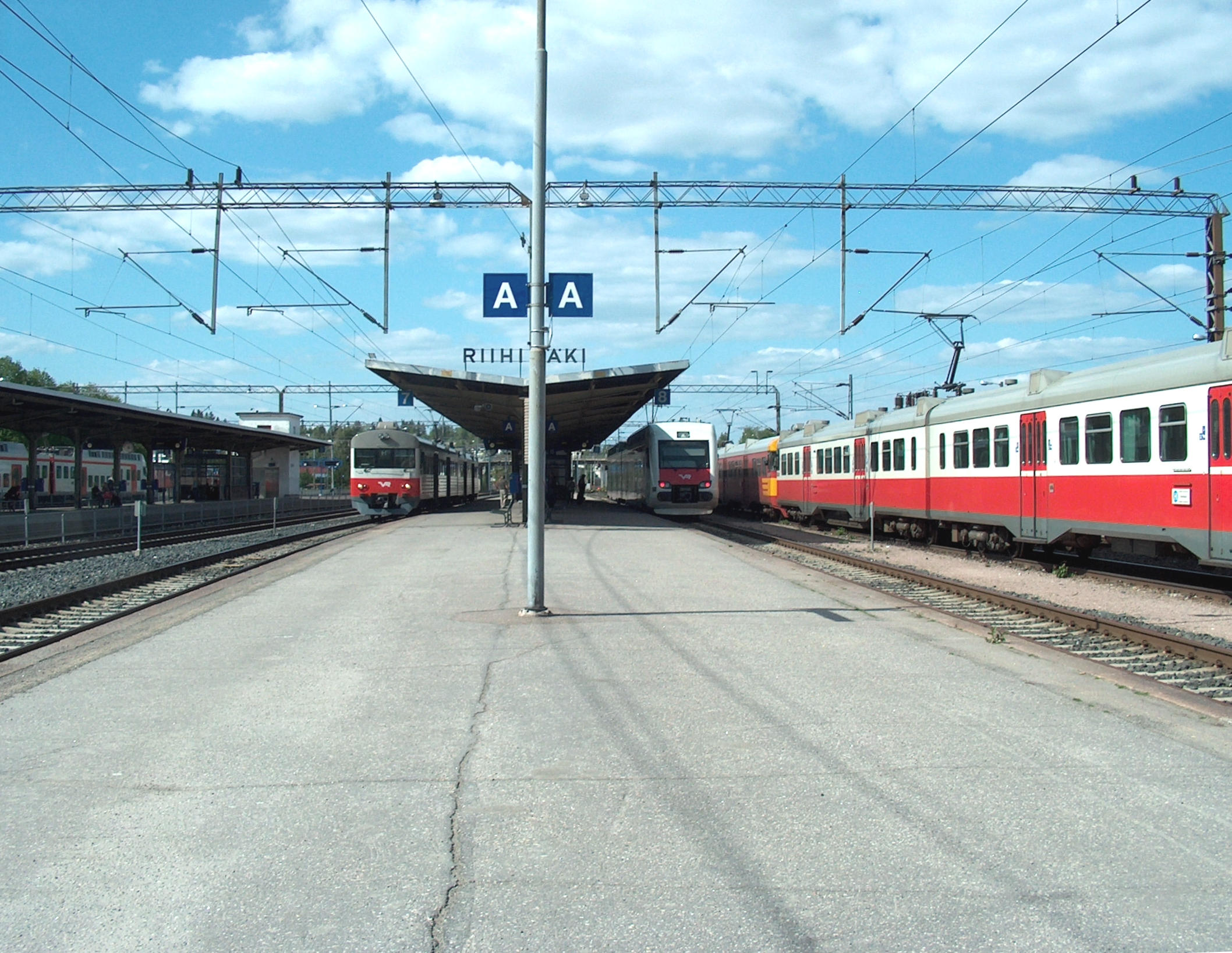
Treinstation
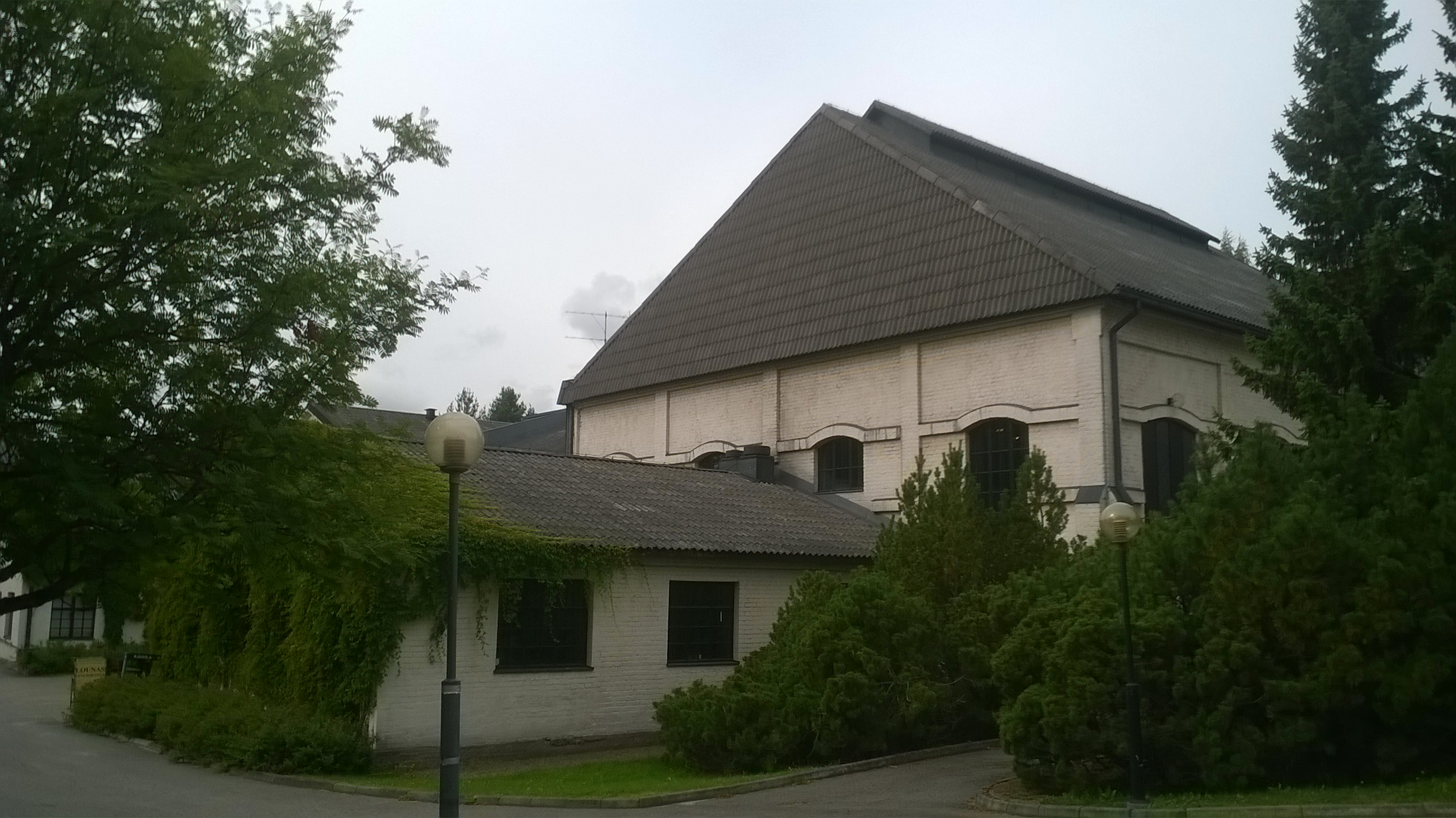
Fins Glasmuseum
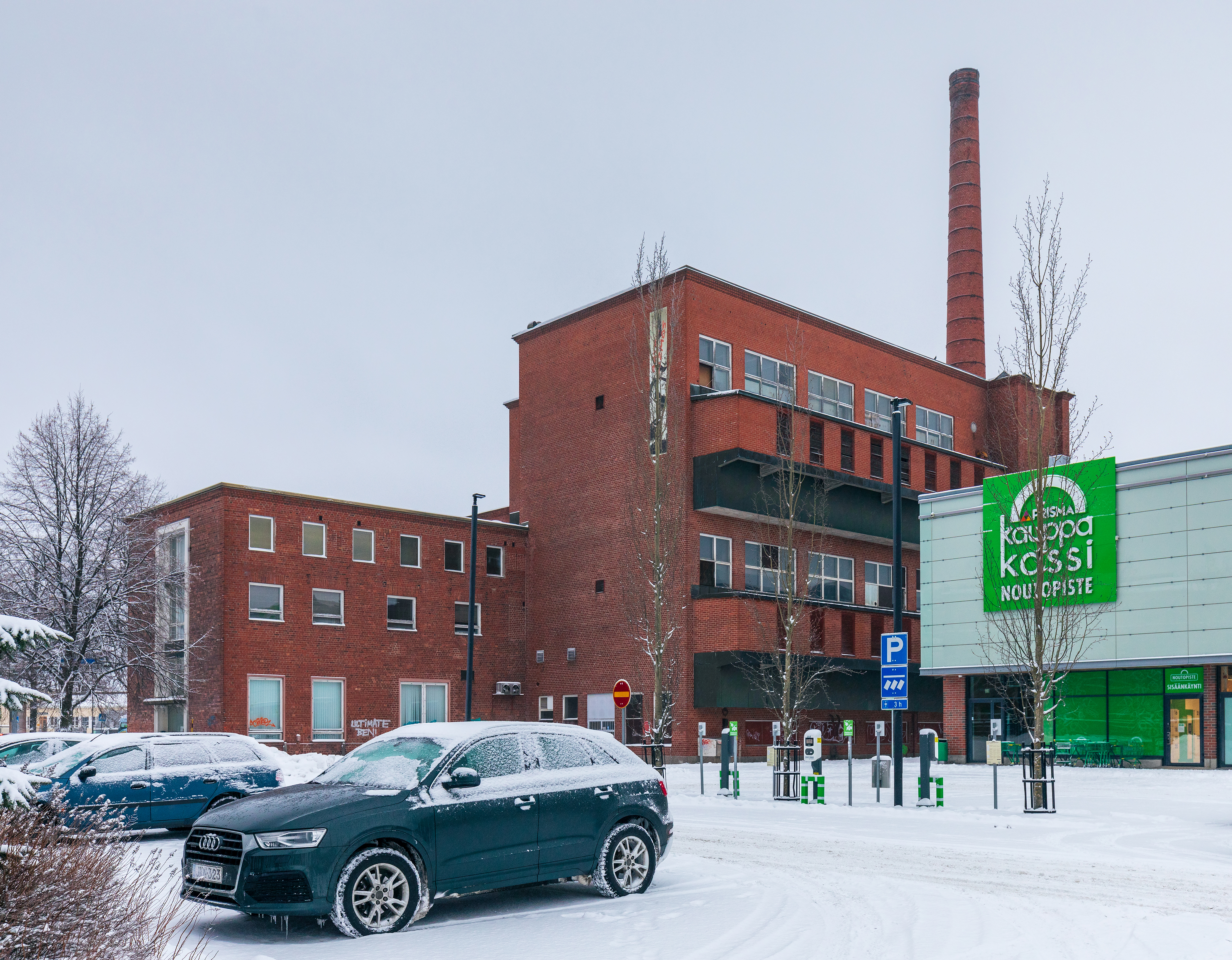
Elektriciteitscentrale van Riihimäki